# Ville-en-Vermois
Ville-en-Vermois település Franciaországban, Meurthe-et-Moselle megyében. Lakosainak száma 595 fő (2022. január 1.). Ville-en-Vermois Azelot, Burthecourt-aux-Chênes, Fléville-devant-Nancy, Laneuveville-devant-Nancy, Ludres, Lupcourt, Manoncourt-en-Vermois és Saint-Nicolas-de-Port községekkel határos.

## Népesség
A település népessége az elmúlt években az alábbi módon változott:
| Lakosok száma | 220  | 626  | 625  | 596  | 593  | 603  | 598  | 594  | 592  | 595  |
|               | 1968 | 1982 | 1990 | 2006 | 2013 | 2015 | 2017 | 2019 | 2020 | 2022 |